# کلم ویلکینسون
کلم ویلکینسون (انگلیسی: Colm Wilkinson؛ زادهٔ ۵ ژوئن ۱۹۴۴) یک موسیقی‌دان اهل ایرلند است. وی از سال ۱۹۷۲ میلادی تاکنون مشغول فعالیت بوده‌است.
از فیلم‌ها یا برنامه‌های تلویزیونی که وی در آن نقش داشته‌است می‌توان به بی‌نوایان اشاره کرد.